# Aguilar del Alfambra
Aguilar del Alfambra es un municipio y localidad española de la provincia de Teruel, en la comunidad autónoma de Aragón. El término municipal, ubicado en la comarca de la Comunidad de Teruel, tiene una población de 82 habitantes (INE 2024).

## Geografía

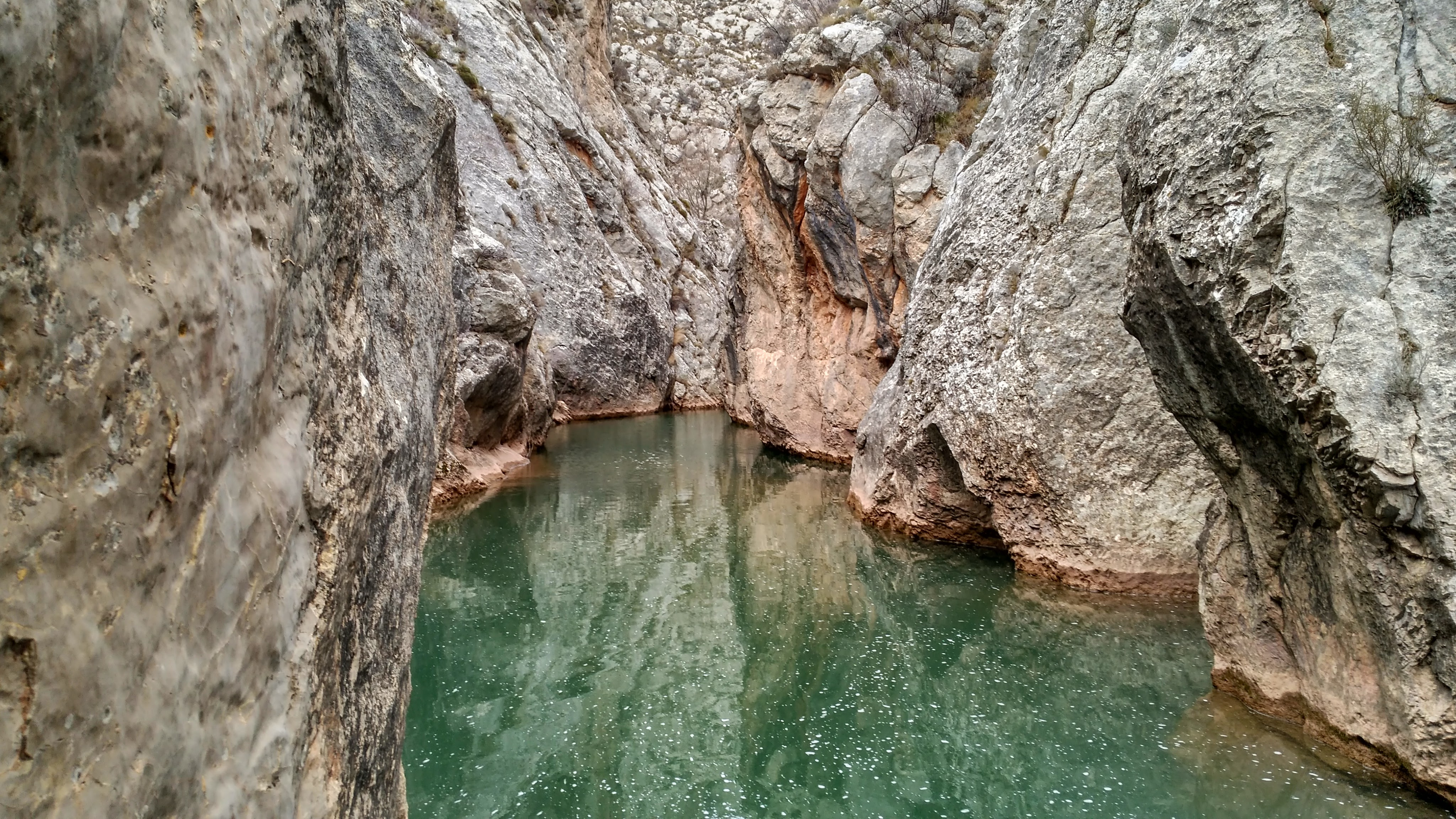
Estrecho al oeste de Aguilar

Territorio principalmente llano y de secano, exceptuando la ribera del Alfambra. Ideal para el cultivo del cereal, siendo predominantes el trigo y la cebada, y en menor medida el centeno. El municipio tiene un área de 39,04 km².
La temperatura media anual es de 8,2 °C y 530 mm de precipitación total. Son frecuentes las heladas en muchas noches de invierno, incluso en olas de frío se pueden alcanzar valores que bajen de los -8 °C. Dada su altitud sobre el nivel del mar (1302 m) también son frecuentes las nevadas.

## Historia
Aparece como Aguilar en un texto de 1212. Durante la Edad Media y todo el Antiguo régimen, hasta la división provincial de 1833, fue tierra de realengo, quedando encuadrada dentro de la comunidad de aldeas de Teruel en la sesma del Campo de Monteagudo
A mediados del siglo XIX, el lugar tenía contabilizada una población de 261 habitantes. Aparece descrito en el primer volumen del Diccionario geográfico-estadístico-histórico de España y sus posesiones de Ultramar de Pascual Madoz de la siguiente manera:

AGUILAR: l. con ayunt. de la prov., adm. de rent. y dióc. de Teruel, (7 leg.) part. jud. de Aliaga (2), aud. terr. y c. g. de Zaragoza (22). Sit. á la der. del r. Alhambra en la parte baja de un cerro donde lo combaten con libertad todos los vientos, principalmente los del N.: su clima es sano, pero frio: tiene 90 casas de mala construccion distribuidas en barrios y una plaza: hay un pósito cuyos graneros estan en la casa municipal, una escuela de primeras letras bajo la direccion de un maestro titular con 1000 rs. vn. de propios y una igl. parr. dedicada á S. Pedro apóstol, cuya fiesta como patron se celebra el dia 29 de junio: consta de una nave con su cruz latina y varios altares de ningun mérito; la Rectoría se provee por oposicion en concurso general. Confina el térm. por el N. con el de Camarillas y Galve; por el E. con el de Jorcas, por el S. con el de Ababux y por el O. con los de Galve y Orriol: sus lim. en direccion de los cuatro espresados puntos dist. 1 hor. El terreno por la canal del r. es llano, de buena calidad y fértil; tiene abundantes aguas y no escasea de tierras de regadío; pero la naturaleza fria del suelo hace inútil este beneficio: ni las frutas, ni las hortalizas, ni las legumbres pueden aclimatarse, pero en recompensa abundan los prados y pastos naturales en los que crecen ricas y sustanciosas yerbas: en la proximidad del r. se encuentran algunos, aunque pocos álamos, y chopos y por los cerros se crian erizos en corta cantidad: comunmente se cultivan 1,800 yugadas de tierra de 2.ª clase y 600 de 3.ª Prod. abundante trigo puro, trigo comun, cebada, avena, bastantes patatas y nabos, algunos rebaños de ganado lanar, regular: cria de corderos y de lana, algun becerro y pocos potros. Pobl. 62 vec.: 261 alm. Cap. imp. 123,404 rs.
(Madoz, 1845, p. 136)

Hasta la reforma de la nomenclatura municipal de 1916 el municipio se llamaba simplemente Aguilar. En dicha fecha su nombre fue modificado por el de Aguilar del Alfambra.

## Demografía
Aguilar del Alfambra cuenta con una población de 82 habitantes (INE 2024).
| Gráfica de evolución demográfica de Aguilar del Alfambra entre 1842 y 2021                                          |
| |
| Población de derecho según los censos de población del INE Población de hecho según los censos de población del INE |

| Nacionalidad | Hombres | Mujeres | Total | %      | Proporción |
| ------------ | ------- | ------- | ----- | ------ | ---------- |
| Española     | 31      | 27      | 58    | 71.6 % |            |
| Extranjera   | 13      | 10      | 23    | 28.3 % |            |

## Economía
Actualmente cuenta con varios negocios: hay un multiservicios que cuenta con tienda, bar-restaurante y un pequeño hostal de unas 15 habitaciones dobles, una quesería, 2 granjas de conejos 2 granjas de ovejas y varios autónomos. La mayoría del pueblo vive de la agricultura, de la ganadería y de las pensiones.

## Administración y política
| Período   | Alcalde                       | Partido |  |
| --------- | ----------------------------- | ------- |  |
| 1979-1983 | Tomás Calvo Feced             | UCD     |  |
| 1983-1987 |                               |         |  |
| 1987-1991 |                               |         |  |
| 1991-1995 |                               |         |  |
| 1995-1999 |                               |         |  |
| 1999-2003 |                               |         |  |
| 2003-2007 |                               |         |  |
| 2007-2011 |                               |         |  |
| 2011-2015 | Vicente San Francisco Paricio | PSOE    |  |
| 2015-2019 | Enrique Galindo Dobón         | PP      |  |
| 2019      | Vicente San Francisco Paricio | PSOE    |  |

| Partido político    | Partido político                                   | 2003   | 2007   | 2011   | 2015   |
| Partido político    | Partido político                                   | Ediles | Ediles | Ediles | Ediles |
|                     | Partido de los Socialistas de Aragón (PSOE-Aragón) | 1      | 1      | 1      | 1      |
|                     | Partido Popular de Aragón (PP)                     | 0      | 0      | 1      | 1      |
|                     | Partido Aragonés (PAR)                             | —      | —      | 1      | 1      |
|                     | Chunta Aragonesista (CHA)                          | 0      | —      | —      | —      |
| Total de concejales | Total de concejales                                | 1      | 1      | 3      | 3      |

## Fiestas
Las fiestas patronales suelen ser para últimos de junio o primeros de agosto, no tienen una fecha fija. Se celebran con subida a la ermita de la peña, suelta de vacas y toros embolados, discomóvil y diversos actos.
Otras fiestas que se celebran son Todos los Santos, donde se hace misa en honor de San Pedro y después hay una cena del pueblo con discomóvil.
También Semana Santa donde en Viernes Santo se hace una cena popular y discomóvil.
El tradicional trance es el tercer fin de semana de enero. En él la gente del pueblo lleva animales, comida u objetos y se subastan, seguidamente se hace una cena y discomóvil. Todos los beneficios del trance van a las reparaciones, si se hubiesen de hacer, de la Virgen de la Peña.